# وقفه تحصیلی
وقفۀ تحصیلی (به انگلیسی: Gap year)، دوری از تحصیل، فاصلۀ تحصیلی یا سال‌های بدون تحصیلبه مدت‌زمانی گفته می‌شود که فرد به هر دلیل مشغول به تحصیل نیست.
یک نمونه از آن در ایران سال‌های پشت کنکور است که شامل مدت‌زمان بین خاتمۀ دوره آموزش متوسطه و رفتن به دانشگاه می‌شود. یا بین خاتمۀ دورۀ کارشناسی (فارغ‌التحصیلی لیسانس) و رفتن به دورۀ تحصیلات تکمیلی).
فرصت مطالعاتی (sabbatical) نیز نوع دیگری از وقفۀ زمانی در کار یا تحصیل است.
در طول وقفۀ تحصیلی ممکن است فرد در دوره‌های آمادگی برای ورود به دانشگاه شرکت کند یا به کار، مسافرت، ورزش و هنر بپردازد.
وقفۀ تحصیلی گاهی به عنوان یک راه برای تبدیل شدن دانش‌آموزان به افرادی مستقل و یادگیری مسئولیت‌پذیری پیش از درگیر شدن در زندگی دانشگاهی محسوب می‌شوند.

## تاریخچه
در سال ۱۹۶۷ نیکلاس مک‌لین-بریستول در یک پروژۀ خیریه، سه داوطلب را به آدیس آبابا در اتیوپی فرستاد.
در سال ۱۹۷۲ پروژه فعالیت‌های دورۀ فاصله در انگلستان آغاز شد که بعدها در سال ۲۰۰۸ به "Lattitude Global Volunteering" تغییر نام داد.
در ایالات متحده ایدۀ سال‌های معوق توسط کورنلیوس بال در سال ۱۹۸۰ ارائه شد.

## سال‌های انتظار بر پایه کشور

### استرالیا و نیوزیلند
جوانان در استرالیا و زلاند نو سنت سفر تنها و مستقل به خارج از کشور در دورۀ جوانی را را تجربه می‌کنند که به آن تجربۀ خارج از کشور (Overseas experience یا به اختصار OE) می‌گویند. در استرالیا برنامۀ تبادل برای ایجاد تجربه از طریق سفر وجود دارد.

### ژاپن
در ژاپن زمان فاصله معمولاً با برنامه‌های استخدام اولیۀ (آموزشی) تازه فارغ‌التحصیلان برای جذب آنان به بازار کار همراه است.

### بریتانیا
در بریتانیا یک سال دور بودن از آموزش، انتخاب مشترک پیش از دانشگاه برای جوانان است که معمولاً با سفر و کارهای داوطلبانه همراه است.

### ایالات متحده آمریکا
در ایالات متحده عمل یک «سال وقفه» استثنا است اما در حال گسترش است. بسیاری از کالج‌ها دانش آموزان را به حضور در برنامه‌های آموزشی کوتاه و بلند دعوت می‌کنند که سال وقفه را پر می‌کند.

### یمن
در یمن یک سال وقفه بین دبیرستان و دانشگاه اجباری است. فرد باید پیش از اقدام برای دانشگاه یک سال صبر کند؛ مگر این که یک دانشگاه خصوصی را برگزیند.